# FOR YOUR SONG
『FOR YOUR SONG』（フォー・ユア・ソング）は、財津和夫の通算18枚目のシングル。

## 背景・音楽性
カップリングの『それがボクのお父さん』は、NHK『みんなのうた』で1997年2月から3月の間に使用された楽曲で、漫画家の臼井儀人が担当したアニメーションが使用された。モチーフは、臼井の代表作である漫画『クレヨンしんちゃん』の登場人物である野原ひろしである。 

## 収録曲
| 全作詞・作曲・編曲: 財津和夫。 |                                                  |          |            |      |
| #                              | タイトル                                         | 作詞     | 作曲・編曲 | 時間 |
| 1.                             | 「FOR YOUR SONG」                                | 財津和夫 | 財津和夫   | 3:40 |
| 2.                             | 「それがボクのおとうさん」                       | 財津和夫 | 財津和夫   | 2:55 |
| 3.                             | 「FOR YOUR SONG」(オリジナル・カラオケ)          | 財津和夫 | 財津和夫   | 3:40 |
| 4.                             | 「それがボクのおとうさん」(オリジナル・カラオケ) | 財津和夫 | 財津和夫   | 2:55 |
| 合計時間:                      | 合計時間:                                        | 13:10    |            |      |

## タイアップ
| # | 曲名                       | タイアップ                         | 出典  |
| - | -------------------------- | ---------------------------------- | ----- |
| 1 | 「FOR YOUR SONG」          | 大正製薬『アルフェ・ミニ』CFソング | [ 2 ] |
| 2 | 「それがボクのおとうさん」 | NHK『みんなのうた』                | [ 1 ] |